# 神岡隕石
神岡隕石（かみおかいんせき）は1921年から1949年の間に現在の秋田県大仙市に落下した隕石である。神岡町の小西家に伝わったもので、小西家に伝えられた話によると畑に落下した隕石を拾った人が地主であった小西家に届けたもので、届けられた時にはまだ暖かかったとされている。その後行方不明になっていたものが、2002年に当主が見つけ、国立極地研究所に鑑定を依頼し、隕石であることが確認された。
重量は約30gで、H4に分類される普通コンドライトである。国立科学博物館に寄贈され常設展示されている。